# Abdoul Mbaye
  Abdoul Mbaye    (Dakar, 13 d'abril de 1953) és un polític senegalès.
Mbaye va estudiar a la Universitat Cheikh-Anta-Diop, HEC Paris i la Universitat de París I Panteó-Sorbona. Després d'acabar els seus estudis, va treballar al Banc Central d'Àfrica Occidental des de 1976. Mbaye havia estat Primer Ministre del Senegal sota el president Macky Sall des del 5 d'abril de 2012, succeint a Souleymane Ndéné Ndiaye. Va ser alliberat l'1 de setembre de 2013.